# Marcel Neven
Pour les articles homonymes, voir Neven.
Marcel Neven, né le 27 août 1943 à Visé, est un homme politique belge, membre du Mouvement réformateur.
Il est député wallon, bourgmestre de Visé de 1989 à 2018 et vice-président du Conseil de l'Enseignement des Communes et des Provinces.
Il siège pendant la 47e législature de la Chambre des représentants de Belgique.
Il cumula plus de 10 mandats rémunérés en 2004. Il cumule toujours 2 mandats en 2012.
Depuis 1975, il est président du club de handball féminin du Fémina Visé Handball, évoluant au plus haut niveau.

## Carrière politique
- conseiller communal de Visé (1977-2018)
  - échevin (1977-1988)
  - bourgmestre (1989-2018)
- député (1985-1991)
  - membre du Conseil régional wallon
- député wallon (1995-2018)